# Danh sách quân chủ Württemberg
Dưới đây là danh sách các Bá tước, Công tước, Tuyển hầu tước cũng như vua xứ Württemberg kể từ khi thành lập Công quốc Württemberg vào khoảng thế kỷ 11 cho đến khi chế độ quân chủ kế thúc năm 1918.

## Bá tước và Công tước xứ Württemberg

### Vương tộc Württemberg

#### Phân chia lãnh thổ nhà nước dưới sự cai trị của nhà Württemberg
| Bá quốc Württemberg (1089-1442) | | | | | | |
| | | | Bá quốc Württemberg-Stuttgart (1442–82) | | | |
| Bá quốc Württemberg-Mömpelgard (Nhánh Stuttgart, Phong tước lần thứ nhất) (1473–82)                                                      | Bá quốc Württemberg-Urach (1442–82) | Bá quốc Württemberg-Urach (1442–82) | | | | |
| | | | | | | |
| Bá quốc Württemberg-Mömpelgard Tái lập: 1526-34 (Phong tước lần thứ hai) 1542-50 (Phong tước lần thứ ba) 1553-93 (Phong tước lần thứ tư) | Bá quốc và Công quốc Württemberg Thăng lên hàng Công quốc 1495; sát nhập vào Áo giai đoạn 1519-34 (1482-1617) (Nhánh Urach cho tới năm 1495; Nhánh Stuttgart cho tới năm 1498) (Nhánh Montbéliard từ năm 1498 trở đi) | Bá quốc và Công quốc Württemberg Thăng lên hàng Công quốc 1495; sát nhập vào Áo giai đoạn 1519-34 (1482-1617) (Nhánh Urach cho tới năm 1495; Nhánh Stuttgart cho tới năm 1498) (Nhánh Montbéliard từ năm 1498 trở đi) | Bá quốc và Công quốc Württemberg Thăng lên hàng Công quốc 1495; sát nhập vào Áo giai đoạn 1519-34 (1482-1617) (Nhánh Urach cho tới năm 1495; Nhánh Stuttgart cho tới năm 1498) (Nhánh Montbéliard từ năm 1498 trở đi) | Bá quốc và Công quốc Württemberg Thăng lên hàng Công quốc 1495; sát nhập vào Áo giai đoạn 1519-34 (1482-1617) (Nhánh Urach cho tới năm 1495; Nhánh Stuttgart cho tới năm 1498) (Nhánh Montbéliard từ năm 1498 trở đi) | Bá quốc và Công quốc Württemberg Thăng lên hàng Công quốc 1495; sát nhập vào Áo giai đoạn 1519-34 (1482-1617) (Nhánh Urach cho tới năm 1495; Nhánh Stuttgart cho tới năm 1498) (Nhánh Montbéliard từ năm 1498 trở đi) | Bá quốc và Công quốc Württemberg Thăng lên hàng Công quốc 1495; sát nhập vào Áo giai đoạn 1519-34 (1482-1617) (Nhánh Urach cho tới năm 1495; Nhánh Stuttgart cho tới năm 1498) (Nhánh Montbéliard từ năm 1498 trở đi) |
| Bá quốc Württemberg-Mömpelgard Tái lập: 1526-34 (Phong tước lần thứ hai) 1542-50 (Phong tước lần thứ ba) 1553-93 (Phong tước lần thứ tư) | | | Công quốc Württemberg-Weitlingen (1588-1705) | | | |
| | | | | | | |
| Công quốc Württemberg-Mömpelgard (1617-1723) (Hai lần sát nhập vào Pháp: 1676-79, 1680–97)                                               | Công quốc Württemberg-Neuenstadt (Phong tước lần thứ nhất) (1617–31) | Công quốc Württemberg (1617-1803) (Nhánh Winnental từ năm 1733) | Công quốc Württemberg (1617-1803) (Nhánh Winnental từ năm 1733) | | Công quốc Württemberg-Oels (1635-1792) (Nhánh Wilhelminort từ năm 1761) | Công quốc Württemberg-Oels (1635-1792) (Nhánh Wilhelminort từ năm 1761) |
| Công quốc Württemberg-Mömpelgard (1617-1723) (Hai lần sát nhập vào Pháp: 1676-79, 1680–97)                                               | | | | | Công quốc Württemberg-Oels (1635-1792) (Nhánh Wilhelminort từ năm 1761) | Công quốc Württemberg-Oels (1635-1792) (Nhánh Wilhelminort từ năm 1761) |
| Công quốc Württemberg-Mömpelgard (1617-1723) (Hai lần sát nhập vào Pháp: 1676-79, 1680–97)                                               | Công quốc Württemberg-Neuenstadt (Phong tước lần thứ hai) (1649-1742) | | | | Công quốc Württemberg-Oels (1635-1792) (Nhánh Wilhelminort từ năm 1761) | Công quốc Württemberg-Oels (1635-1792) (Nhánh Wilhelminort từ năm 1761) |
| Công quốc Württemberg-Mömpelgard (1617-1723) (Hai lần sát nhập vào Pháp: 1676-79, 1680–97)                                               | Công quốc Württemberg-Winnental (1677-1733) | | | | | |
| Công quốc Württemberg-Mömpelgard (1617-1723) (Hai lần sát nhập vào Pháp: 1676-79, 1680–97)                                               | | Công quốc Württemberg-Wilhelminort (1704-1761) | | | | |
| | | | | | | |
| | | | | | | |
| | | | | | | |
| | | | | | | |
| | | | | | Sát nhập vào Công quốc Braunschweig-Lüneburg | |

#### Danh sách người cai trị
| Tên | Chân dung                                  | Sinh – mất                                       | Thời gian cai trị                              | Phần đất cai trị           | Hôn nhân | Ghi chú |
| --- | ------------------------------------------ | ------------------------------------------------ | ---------------------------------------------- | -------------------------- | --- | --- |
| Konrad I |                                            | ? – 1110                                         | Khoảng năm 1083 – 1110                         | Bá quốc Württemberg        | Không rõ | |
| Konrad II |                                            | ? – 1143                                         | Khoảng năm 1110 – 1143                         | Bá quốc Württemberg        | Hadelwig Không rõ thời gian kết hôn Ít nhất 1 người con (Xác thực được thông qua việc thừa kế chức vị Bá tước) Không rõ thông tin về các cuộc hôn nhân khác | Mẹ của ông là chị của Konrad I. Có vùng đất phong rộng lớn nằm ở giữa khu vực thung lũng của hai con sông Neckar và Rems. Huy hiệu của ông được cho là thuộc về gia tộc của bá tước xứ Veringen. |
| Ludwig I |                                            | c. 1119 – 1158                                   | 1143 – 1158                                    | Bá quốc Württemberg        | Không rõ | Là bá tước xứ Württemberg đầu tiên được ghi nhận trong các tài liệu xác nhận được. |
| Ludwig II |                                            | c. 1137 – 1181                                   | 1158 – 1181                                    | Bá quốc Württemberg        | Không rõ | Cho đến năm 1161 ông không được ghi nhận trong các tài liệu còn sót lại là Bá tước xứ Württemberg. Tước hiệu Bá tước xứ này chỉ được ghi nhận trong một tài liệu của Hoàng đế Friedrich I Barbarossa năm 1181. |
| Hartmann |                                            | c. 1165 – c. 1240                                | 1181 – c. 1240                                 | Bá quốc Württemberg        | Hôn phụ xứ Veringen Trước 1200 Không rõ tình trạng con cái | Đồng cai trị từ năm 1194 (Vì hạ đều tự gọi mình là Bá tước xứ Württemberg). Hartmann thừa hưởng đất Veringen thông qua hôn nhân. Dòng dõi con cháu của ông sau này sẽ là những người sáng lập các nhánh công tước cai trị xứ Grüningen-Landau. |
| Ludwig III |                                            | 1116 – c. 1226                                   | 1181 – 1241                                    | Bá quốc Württemberg        | Không rõ tình trạng hôn nhân, nhưng có ít nhất 1 người con. (trai) | Đồng cai trị từ năm 1194 (Vì hạ đều tự gọi mình là Bá tước xứ Württemberg). Hartmann thừa hưởng đất Veringen thông qua hôn nhân. Dòng dõi con cháu của ông sau này sẽ là những người sáng lập các nhánh công tước cai trị xứ Grüningen-Landau. |
| Ulrich I Người sáng lập/Ngón tay cái |                                            | 1126 – 25 tháng 2 năm 1625                       | 1241 – 25 tháng 2 năm 1625                     | Bá quốc Württemberg        | Mechthild xứ Baden Trước 4 tháng 4 năm 1251 3 người con Agnes xứ Silesia-Liegnitz Sau 1259 1/2 người con | |
| Ulrich II |                                            | c. 1154 – 18 tháng 9 năm 1279                    | 25 tháng 2 năm 1625 – 18 tháng 9 năm 1279      | Bá quốc Württemberg        | Không rõ | Hartmann II xứ Grüningen nhiếp chính, nhiều nhất là cho đến năm 1269. |
| Eberhard I Ngài quý tộc cao quý |                                            | 13 tháng 3 năm 1265 – 5 tháng 6 năm 1325         | 18 tháng 9 năm 1279 – 5 tháng 6 năm 1325       | Bá quốc Württemberg        | Tranh chấp tên gọi người vợ đầu Những năm 1250 – 1280 (?) 2 người con Margarethe xứ Lorraine Những năm 1280 – 1290 (?) 2 người con Irmengard xứ Baden 21 tháng 6 năm 1296 Khoảng 3 người con                                                                         | |
| Ulrich III |                                            | Giữa 1291 và 1296 – 11 tháng 7 năm 1344          | 5 tháng 6 năm 1325 – 11 tháng 7 năm 1344       | Bá quốc Württemberg        | Sophie xứ Pfirt Không rõ thời gian kết hôn Ít nhất 2 người con | |
| Ulrich IV |                                            | Sau 1315 – 1366                                  | 11 tháng 7 năm 1344 – 1 tháng 5 năm 1362       | Bá quốc Württemberg        | Katharina xứ Helfenstein Trước 1350 Không có con | Đồng nhiếp chính cho đến năm 1362. Trước đó Eberhard II buộc Urich IV kí hiệp ước không phân chia nhà nước Württemberg vào ngày 3 tháng 12 năm 1361 nhằm ngăn chặn ý đồ phân chia của Urich IV. |
| Eberhard II der Greiner |                                            | Sau 1315 – 15 tháng 3 năm 1392                   | 11 tháng 7 năm 1344 – 15 tháng 3 năm 1392      | Bá quốc Württemberg        | Elisabeth xứ Henneberg-Schleusingen 17 tháng 9 năm 1342 2 người con | Đồng nhiếp chính cho đến năm 1362. Trước đó Eberhard II buộc Urich IV kí hiệp ước không phân chia nhà nước Württemberg vào ngày 3 tháng 12 năm 1361 nhằm ngăn chặn ý đồ phân chia của Urich IV. |
| Eberhard III Hòa nhã |                                            | Sau 1362 – 16 tháng 5 năm 1417                   | 15 tháng 3 năm 1392 – 16 tháng 5 năm 1417      | Bá quốc Württemberg        | Antonia Visconti 27 tháng 10 năm 1280 1 người con Elisabeth xứ Nürnberg 22 tháng 11 năm 1412 1 người con | Là cháu của người con cả Urich của Eberhard II. Lấy được đất Mömpelgard và chuyển nó cho con của mình, cũng là vị công tước tương lai Eberhard IV cai trị từ năm 1409. |
| Eberhard IV Trẻ |                                            | 23 tháng 8 năm 1388 – 2 tháng 4 năm 1419         | 16 tháng 5 năm 1417 – 2 tháng 4 năm 1419       | Bá quốc Württemberg        | Henriette xứ Mömpelgard 1407 3 người con | Tham gia tham chính trong cính quyền Bá quốc từ năm 1407. |
| Ludwig I Dưới sự nhiếp chính của Henriette xứ Mömpelgard (1419 – 1433) |                                            | Trước 31 tháng 10 năm 1412 – 23 tháng 9 năm 1450 | 2 tháng 4 năm 1419 – 23 tháng 1 năm 1442       | Bá quốc Württemberg        | Mechthild xứ Pfalz 21 tháng 10 năm 1436 5 người con | Đồng cai trị bá quốc trong các giai đoạn 1419 – 1426 (dưới sự nhiếp chính của Henriette xứ Mömpelgard) và 1432 – 1442. Năm 1441, hai người đồng ý phân chia xứ Württemberg, sau đó 1 năm thì hiện thực hóa bằng hòa ước Nürtingen. Sau cái chết của Henriette xứ Mömpelgard vào năm 1444, Ludwig I nhận xứ Mömpelgard. Năm 1450, sau khi Ludwig chết, Ulrich V trở thành người người giám hộ cho hai công tước còn nhỏ của xứ Urach là Ludwig II và Eberhard V (Friedrich I, Tuyển hầu tước xứ Platz tranh chấp quyền giám hộ). Năm 1473, Ulrich và Eberhard V (lúc này cai trị một mình xứ Württemberg-Urach) ký một thỏa ước gia tộc với mục đích thống nhất hai phần của Bá quốc. |
| Ludwig I Dưới sự nhiếp chính của Henriette xứ Mömpelgard (1419 – 1433) | 23 tháng 1 năm 1442 – 23 tháng 9 năm 1450  | Trước 31 tháng 10 năm 1412 – 23 tháng 9 năm 1450 | Württemberg-Urach                              |                            | Mechthild xứ Pfalz 21 tháng 10 năm 1436 5 người con | Đồng cai trị bá quốc trong các giai đoạn 1419 – 1426 (dưới sự nhiếp chính của Henriette xứ Mömpelgard) và 1432 – 1442. Năm 1441, hai người đồng ý phân chia xứ Württemberg, sau đó 1 năm thì hiện thực hóa bằng hòa ước Nürtingen. Sau cái chết của Henriette xứ Mömpelgard vào năm 1444, Ludwig I nhận xứ Mömpelgard. Năm 1450, sau khi Ludwig chết, Ulrich V trở thành người người giám hộ cho hai công tước còn nhỏ của xứ Urach là Ludwig II và Eberhard V (Friedrich I, Tuyển hầu tước xứ Platz tranh chấp quyền giám hộ). Năm 1473, Ulrich và Eberhard V (lúc này cai trị một mình xứ Württemberg-Urach) ký một thỏa ước gia tộc với mục đích thống nhất hai phần của Bá quốc. |
| Ulrich V Được yêu quý Dưới sự nhiếp chính của Henriette xứ Mömpelgard (1419 – 1426) |                                            | 1413 – 1 tháng 9 năm 1480                        | 2 tháng 4 năm 1419 – Trước 4 tháng 11 năm 1426 | Bá quốc Württemberg        | Margarete xứ Kleve 29 tháng 1 năm 1441 1 người con Elisabeth xứ Bayern-Landshut 9 tháng 2 năm 1444 4 người con Margherita xứ Savoia 11 tháng 11 năm 1453 3 người con                                                                                                 | Đồng cai trị bá quốc trong các giai đoạn 1419 – 1426 (dưới sự nhiếp chính của Henriette xứ Mömpelgard) và 1432 – 1442. Năm 1441, hai người đồng ý phân chia xứ Württemberg, sau đó 1 năm thì hiện thực hóa bằng hòa ước Nürtingen. Sau cái chết của Henriette xứ Mömpelgard vào năm 1444, Ludwig I nhận xứ Mömpelgard. Năm 1450, sau khi Ludwig chết, Ulrich V trở thành người người giám hộ cho hai công tước còn nhỏ của xứ Urach là Ludwig II và Eberhard V (Friedrich I, Tuyển hầu tước xứ Platz tranh chấp quyền giám hộ). Năm 1473, Ulrich và Eberhard V (lúc này cai trị một mình xứ Württemberg-Urach) ký một thỏa ước gia tộc với mục đích thống nhất hai phần của Bá quốc. |
| Ulrich V Được yêu quý Dưới sự nhiếp chính của Henriette xứ Mömpelgard (1419 – 1426) | 6 tháng 11 năm 1432 – 23 tháng 1 năm 1442  | 1413 – 1 tháng 9 năm 1480                        |                                                | Bá quốc Württemberg        | Margarete xứ Kleve 29 tháng 1 năm 1441 1 người con Elisabeth xứ Bayern-Landshut 9 tháng 2 năm 1444 4 người con Margherita xứ Savoia 11 tháng 11 năm 1453 3 người con                                                                                                 | Đồng cai trị bá quốc trong các giai đoạn 1419 – 1426 (dưới sự nhiếp chính của Henriette xứ Mömpelgard) và 1432 – 1442. Năm 1441, hai người đồng ý phân chia xứ Württemberg, sau đó 1 năm thì hiện thực hóa bằng hòa ước Nürtingen. Sau cái chết của Henriette xứ Mömpelgard vào năm 1444, Ludwig I nhận xứ Mömpelgard. Năm 1450, sau khi Ludwig chết, Ulrich V trở thành người người giám hộ cho hai công tước còn nhỏ của xứ Urach là Ludwig II và Eberhard V (Friedrich I, Tuyển hầu tước xứ Platz tranh chấp quyền giám hộ). Năm 1473, Ulrich và Eberhard V (lúc này cai trị một mình xứ Württemberg-Urach) ký một thỏa ước gia tộc với mục đích thống nhất hai phần của Bá quốc. |
| Ulrich V Được yêu quý Dưới sự nhiếp chính của Henriette xứ Mömpelgard (1419 – 1426) | 23 tháng 1 năm 1442 – 1 tháng 9 năm 1480   | 1413 – 1 tháng 9 năm 1480                        | Württemberg-Stuttgart                          |                            | Margarete xứ Kleve 29 tháng 1 năm 1441 1 người con Elisabeth xứ Bayern-Landshut 9 tháng 2 năm 1444 4 người con Margherita xứ Savoia 11 tháng 11 năm 1453 3 người con                                                                                                 | Đồng cai trị bá quốc trong các giai đoạn 1419 – 1426 (dưới sự nhiếp chính của Henriette xứ Mömpelgard) và 1432 – 1442. Năm 1441, hai người đồng ý phân chia xứ Württemberg, sau đó 1 năm thì hiện thực hóa bằng hòa ước Nürtingen. Sau cái chết của Henriette xứ Mömpelgard vào năm 1444, Ludwig I nhận xứ Mömpelgard. Năm 1450, sau khi Ludwig chết, Ulrich V trở thành người người giám hộ cho hai công tước còn nhỏ của xứ Urach là Ludwig II và Eberhard V (Friedrich I, Tuyển hầu tước xứ Platz tranh chấp quyền giám hộ). Năm 1473, Ulrich và Eberhard V (lúc này cai trị một mình xứ Württemberg-Urach) ký một thỏa ước gia tộc với mục đích thống nhất hai phần của Bá quốc. |
| Hòa ước Nürtingen phân chia Bá quốc Württemberg thánh 2 vùng: Württemberg-Stuttgart với phần phía Bắc và phía Đông của lãnh thổ bá quốc cũ (thủ phủ của nhà nước mới này là Stuttgart) và Württemberg-Urach với phần phía Tây và phía Nam của lãnh thổ bá quốc cũ (thủ phủ của nhà nước mới này là Urach). |                                            |                                                  |                                                |                            | | |
| Ludwig II Dưới sự nhiếp chính của Eberhard xứ Württemberg(1450 – 1453) |                                            | 3 tháng 4 năm 1439 – 3 tháng 11 năm 1457         | 23 tháng 9 năm 1450 – 3 tháng 11 năm 1457      | Württemberg-Urach          | Không kết hôn | |
| Eberhard V & I Được yêu quý, Có râu |                                            | 11 tháng 12 năm 1445 – 25 tháng 2 năm 1496       | 3 tháng 11 năm 1457 – 14 tháng 11 năm 1482     | Württemberg-Urach          | Barbara Gonzaga 12 tháng 4 năm 1474 1 người con | Thống nhất xứ Württemberg năm 1482. Được hoàng đế Maximilian I phong lên làm Công tước năm 1495. Mất mà không có con nối dõi và công quốc chuyển qua cho người cai trị đối lập của thành Stuttgart. |
| Eberhard V & I Được yêu quý, Có râu | 14 tháng 11 năm 1482 – 21 tháng 7 năm 1495 | 11 tháng 12 năm 1445 – 25 tháng 2 năm 1496       | Bá quốc Württemberg                            |                            | Barbara Gonzaga 12 tháng 4 năm 1474 1 người con | Thống nhất xứ Württemberg năm 1482. Được hoàng đế Maximilian I phong lên làm Công tước năm 1495. Mất mà không có con nối dõi và công quốc chuyển qua cho người cai trị đối lập của thành Stuttgart. |
| Eberhard V & I Được yêu quý, Có râu | 21 tháng 7 năm 1495 – 25 tháng 2 năm 1496  | 11 tháng 12 năm 1445 – 25 tháng 2 năm 1496       | Công quốc Württemberg                          |                            | Barbara Gonzaga 12 tháng 4 năm 1474 1 người con | Thống nhất xứ Württemberg năm 1482. Được hoàng đế Maximilian I phong lên làm Công tước năm 1495. Mất mà không có con nối dõi và công quốc chuyển qua cho người cai trị đối lập của thành Stuttgart. |
| Hòa ước Münsingen tái thống nhất công quốc hai nhánh của công quốc dưới sự cai trị của Eberhard V năm 1482. 13 năm sau đó trong Đại hội Worn, Maximilian I phong ông làm công tước xứ Württemberg. |                                            |                                                  |                                                |                            | | |
| Heinrich |                                            | 7 tháng 9 năm 1448 – 15 tháng 4 năm 1519         | 12 tháng 7 năm 1473 – 1482                     | Württemberg-Mömpelgard     | Elisabeth von Bayern-Landshut 10 tháng 1 năm 1485 1 người con Eva xứ Salm 21 tháng 7 năm 1488 2 người con | Năm 1473, theo hòa ước Urach, Heinrrich nhận bá quốc Mömpelgard cùng toàn bộ phần đất ở bờ Tây sông Rhein của xứ Württemberg. Năm 1474 ông bị Charles Liều lĩnh xứ Bourgogne bắt giữ và cầm tù đến năm 1477. Năm 1480 ông tuyên bố quyền kế thừa một phần lãnh thổ, bao gồm cả xứ Württemberg-Stuttgart nhưng không thành công. Năm 1482, sau hòa ước Reichenweier, ông trao công quốc Montbéliard cho anh trai của mình là Eberhard II. |
| Eberhard VII & II |                                            | 1 tháng 2 năm 1447 (?) – 17 tháng 2 năm 1504     | 1 tháng 9 năm 1480 – 14 tháng 11 năm 1482      | Württemberg-Stuttgart      | Elisabeth xứ Brandenburg Tháng 4/5 năm 1467 Không có con | Năm 1482 ký hòa ước Münsingen với Eberhard V & I nhằm chuyển đổi quyền cai trị xứ Württemberg-Stuttgart cho ông này, đổi lại quyền thừa kế công quốc khi Eberhard V & I mất. Do vậy khi Eberhard V & I mất thì ông có rất ít quyền lực cai trị thực tế ở xứ Württemberg-Stuttgart. Tuy nhiên, với sự chống đối của các nhóm quý tộc dưới sự hợp tác của hoàng đế Maximilian I khiến ông buộc phải trốn thoát đến Ulm. Cuối cùng, sau khi không nhận được sự ủng hộ nào từ giới quý tộc, Eberhard VII & II buộc phải chấp nhận Phán quyết Horb năm 1498 của hoàng đế Maximilian I. Hội đồng đẳng cấp thay thế ông trị vì vùng cho đến năm 1503. |
| Eberhard VII & II | 25 tháng 2 năm 1496 – 10 tháng 6 năm 1498  | 1 tháng 2 năm 1447 (?) – 17 tháng 2 năm 1504     | Công quốc Württemberg                          |                            | Elisabeth xứ Brandenburg Tháng 4/5 năm 1467 Không có con | Năm 1482 ký hòa ước Münsingen với Eberhard V & I nhằm chuyển đổi quyền cai trị xứ Württemberg-Stuttgart cho ông này, đổi lại quyền thừa kế công quốc khi Eberhard V & I mất. Do vậy khi Eberhard V & I mất thì ông có rất ít quyền lực cai trị thực tế ở xứ Württemberg-Stuttgart. Tuy nhiên, với sự chống đối của các nhóm quý tộc dưới sự hợp tác của hoàng đế Maximilian I khiến ông buộc phải trốn thoát đến Ulm. Cuối cùng, sau khi không nhận được sự ủng hộ nào từ giới quý tộc, Eberhard VII & II buộc phải chấp nhận Phán quyết Horb năm 1498 của hoàng đế Maximilian I. Hội đồng đẳng cấp thay thế ông trị vì vùng cho đến năm 1503. |
| Ulrich Dưới sự nhiếp chính của Hội đồng đẳng cấp (1498 – 1503) |                                            | 8 tháng 2 năm 1487 – 6 tháng 11 năm 1550         | 10 tháng 6 năm 1498 – Tháng 1 năm 1519         | Công quốc Württemberg      | Sabina xứ Bayern 2 tháng 3 năm 1511 2 người con | Con của Heinrich và cháu của Eberhard II. Lên làm công tước dưới sự nhiếp chính của Hội đồng đẳng cấp. Mẫu thuẫn trong nước nổi lên do sự xa hoa lãnh phí của ông mà đỉnh điểm là khởi nghĩa Armer Konrad. Sau các vấn đề với về cuộc hôn nhân với Sabina xứ Bayern (bị hoàng đề ban lệnh cấm hai lần) và xung đột với liên minh Schwäbisch thì ông bị liên minh đuổi ra khỏi công quốc Württemberg, còn bản thân công quốc bị bán lại cho hoàng đế Karl V. Đến năm 1534, ông khôi phục lại quyền cai trị đối với công quốc một lần nữa, nhưng lần này công quốc phải nằm dưới sự kiểm sát của Áo một lần nữa. Đến năm 1547, sau thất bại trong chiến tranh liên minh Schmalkalden, Ulrrich buộc phải ký hoà ước Heilbronn: Công quốc tránh được việc bị lật đổ sau chiến tranh nhưng phải trả một khoản tiền lớn cho hoàng đế Karl V, nhượng một số pháo đài cũng như xuất hiện với tư cách người tháp tùng cho nhà vua tại Ulm. |
| Ulrich Dưới sự nhiếp chính của Hội đồng đẳng cấp (1498 – 1503) | Tháng 5/6 năm 1535 – 6 tháng 11 năm 1550   | 8 tháng 2 năm 1487 – 6 tháng 11 năm 1550         |                                                | Công quốc Württemberg      | Sabina xứ Bayern 2 tháng 3 năm 1511 2 người con | Con của Heinrich và cháu của Eberhard II. Lên làm công tước dưới sự nhiếp chính của Hội đồng đẳng cấp. Mẫu thuẫn trong nước nổi lên do sự xa hoa lãnh phí của ông mà đỉnh điểm là khởi nghĩa Armer Konrad. Sau các vấn đề với về cuộc hôn nhân với Sabina xứ Bayern (bị hoàng đề ban lệnh cấm hai lần) và xung đột với liên minh Schwäbisch thì ông bị liên minh đuổi ra khỏi công quốc Württemberg, còn bản thân công quốc bị bán lại cho hoàng đế Karl V. Đến năm 1534, ông khôi phục lại quyền cai trị đối với công quốc một lần nữa, nhưng lần này công quốc phải nằm dưới sự kiểm sát của Áo một lần nữa. Đến năm 1547, sau thất bại trong chiến tranh liên minh Schmalkalden, Ulrrich buộc phải ký hoà ước Heilbronn: Công quốc tránh được việc bị lật đổ sau chiến tranh nhưng phải trả một khoản tiền lớn cho hoàng đế Karl V, nhượng một số pháo đài cũng như xuất hiện với tư cách người tháp tùng cho nhà vua tại Ulm. |
| Württemberg sát nhập vào Đại Công quốc Áo: 1519 – 1534 |                                            |                                                  |                                                |                            | | |
| Georg I Cẩn trọng |                                            | 4 tháng 2 năm 1498 – 17 tháng 7 năm 1558         | 2 tháng 9 năm 1526 – 29 tháng 6 năm 1534       | Württemberg-Mömpelgard     | Barbara xứ Hessen 10 tháng 9 năm 1515 3 người con | Con của Heinrich và cháu của Eberhard II. Năm 1514 nhận đất Bá quốc Harburg, thành Riquewihr và Lâu đài Bilstein. Năm 1526 thì anh trai Ulrich bán Bá quốc Montbéliard và các lãnh địa có liên quan, với điều kiện tự chọn là ông có thể mua lại các lãnh địa này. Năm 1536 Urich chiến thắng trận Lauffen trong Liên minh Schmalkalden chống lại hoàng đế Karl V và sau đó qua hoà ước Kaaden thì chính thức giành lại sự cai trị toàn Công quốc Württemberg và mua lại xứ Württemberg-Mömpelgard. Tại Hòa ước Passau năm 1542 sau khi kết thúc chiến tranh với sự thua trận của phe Liên minh Schmalkalden, bá quốc Montbéliard được phép giữ lại thay vì bị chiếm theo ý định của Hoàng đế La Mã Thần thánh. Năm 1553 ông nhận lại xứ Montbéliard và cai trị cho đến lúc mất năm 1458. |
| Georg I Cẩn trọng | 1553 – 17 tháng 7 năm 1558                 | 4 tháng 2 năm 1498 – 17 tháng 7 năm 1558         |                                                | Württemberg-Mömpelgard     | Barbara xứ Hessen 10 tháng 9 năm 1515 3 người con | Con của Heinrich và cháu của Eberhard II. Năm 1514 nhận đất Bá quốc Harburg, thành Riquewihr và Lâu đài Bilstein. Năm 1526 thì anh trai Ulrich bán Bá quốc Montbéliard và các lãnh địa có liên quan, với điều kiện tự chọn là ông có thể mua lại các lãnh địa này. Năm 1536 Urich chiến thắng trận Lauffen trong Liên minh Schmalkalden chống lại hoàng đế Karl V và sau đó qua hoà ước Kaaden thì chính thức giành lại sự cai trị toàn Công quốc Württemberg và mua lại xứ Württemberg-Mömpelgard. Tại Hòa ước Passau năm 1542 sau khi kết thúc chiến tranh với sự thua trận của phe Liên minh Schmalkalden, bá quốc Montbéliard được phép giữ lại thay vì bị chiếm theo ý định của Hoàng đế La Mã Thần thánh. Năm 1553 ông nhận lại xứ Montbéliard và cai trị cho đến lúc mất năm 1458. |
| Württemberg-Mömpelgard sát nhập vào Công quốc Württemberg năm 1534 và tái thành lập trở lại năm 1542 |                                            |                                                  |                                                |                            | | |
| Christoph Kẻ mang lại hòa bình |                                            | 12 tháng 5 năm 1515 – 28 tháng 12 năm 1568       | 1542 – 1553                                    | Württemberg-Mömpelgard     | Anna Maria xứ Brandenburg-Ansbach 24 tháng 4 năm 1544 12 người con | |
| Christoph Kẻ mang lại hòa bình | 6 tháng 11 năm 1550 – 28 tháng 12 năm 1568 | 12 tháng 5 năm 1515 – 28 tháng 12 năm 1568       | Công quốc Württemberg                          |                            | Anna Maria xứ Brandenburg-Ansbach 24 tháng 4 năm 1544 12 người con | |
| Ludwig Mộ đạo Dưới sự nhiếp chính của - Anna Maria xứ Brandenburg-Ansbach; Georg Friedrich I, Phiên hầu tước xứ Brandenburg-Ansbach và Karl II, Phiên hầu tước xứ Baden-Durlach (1568 – 1577) - Wolfgang, Hành cung Bá tước xứ Zweibrücken (1568 – 1569)                                                   |                                            | 1 tháng 1 năm 1554 – 28 tháng 8 năm 1593         | 28 tháng 12 năm 1568 – 28 tháng 8 năm 1593     | Công quốc Württemberg      | Dorothea Ursula xứ Baden-Durlach 7 tháng 11 năm 1575 Không có con Ursula xứ Pfalz-Veldenz-Lützelstein 1585 Không có con | Không có con nối dõi, em trai ông là Friedrich I tiếp quản vị trí. |
| Friedrich I |                                            | 19 tháng 6 năm 1557 – 29 tháng 1 năm 1608        | 17 tháng 7 năm 1558 – 28 tháng 8 năm 1593      | Württemberg-Mömpelgard     | Sibylla xứ Anhalt 22 tháng 5 năm 1581 15 người con | |
| Friedrich I | 28 tháng 8 năm 1593 – 29 tháng 1 năm 1608  | 19 tháng 6 năm 1557 – 29 tháng 1 năm 1608        | Công quốc Württemberg                          |                            | Sibylla xứ Anhalt 22 tháng 5 năm 1581 15 người con | |
| Württemberg-Mömpelgard sát nhập vào Công quốc Württemberg năm 1593 |                                            |                                                  |                                                |                            | | |
| Johann Friedrich |                                            | 5 tháng 5 năm 1582 – 18 tháng 7 năm 1628         | 29 tháng 1 năm 1608 – 18 tháng 7 năm 1628      | Công quốc Württemberg      | Barbara Sophia xứ Brandenburg 5 tháng 11 năm 1609 9 người con | Năm 1617 ông thỏa thuận phân chia công quốc cùng các anh em của mình và vì là anh cả nên ông giữ phần lãnh thổ chính của công quốc. |
| Ludwig Friedrich |                                            | 29 tháng 1 năm 1586 – 26 tháng 1 năm 1631        | 28 tháng 5 năm 1617 – 26 tháng 1 năm 1631      | Württemberg-Mömpelgard     | Elisabeth Magdalena xứ Hessen-Darmstadt 14 tháng 7 năm 1467 3 người con Anna Eleonora xứ Nassau-Saarbrücken-Weilburg 9 tháng 6 năm 1624 3 người con | Trong thỏa thuận phân chia công quốc năm 1617 của anh trai ông là Johann Friedrich, ông nhận công quốc xứ Württemberg-Mömpelgard |
| Friedrich Achilles |                                            | 5 tháng 5 năm 1591 – 30 tháng 12 năm 1631        | 28 tháng 5 năm 1617 – 30 tháng 12 năm 1631     | Württemberg-Neuenstadt     | Không kết hôn | Con của Friedrich I. Nhận xứ Neuenstadt sau thỏa thuận phân chia năm 1617. Ông mất mà không có con và vùng đất quay trở lại sát nhập với công quốc của người anh cả. |
| Xứ Neuenstadt sát nhập vào Công quốc Württemberg |                                            |                                                  |                                                |                            | | |
| Julius Friedrich |                                            | 3 tháng 6 năm 1588 – 25 tháng 4 năm 1635         | 28 tháng 5 năm 1617 – 25 tháng 4 năm 1635      | Württemberg-Weiltingen     | Anna Sabina xứ Schleswig-Holstein-Sonderburg 24 tháng 11 năm 16`7 9 người con | Con của Friedrich I. Nhận xứ Weiltingen sau thỏa thuận phân chia năm 1617. |
| Eberhard III Dưới sự nhiếp chính của Ludwig Friedrich, Công tước xứ Württemberg-Mömpelgard (1628 – 1631) và Julius Friedrich, Công tước xứ Württemberg-Weiltingen (1631 – 1633) |                                            | 16 tháng 12 năm 1614 – 2 tháng 7 năm 1674        | 18 tháng 7 năm 1628 – 2 tháng 7 năm 1674       | Công quốc Württemberg      | Anna Katharina Dorothea xứ Salm-Kyrburg 26 tháng 2 năm 1637 14 người con Maria Dorothea Sophia xứ Oettingen 7 tháng 6 năm 1655 11 người con | Theo đạo luật Bảo lưu năm 1529 của hoàng đế Ferdinand II, xứ Württemberg bị mất một phần ba lãnh thổ công quốc của mình. Năm 1632, một trong những người bảo hộ cho ông là Julius Friedrich tham gia chiến tranh 30 năm theo phe Thụy Điển, và dù cho thành công, thì sự ích kỷ của ông khiến cho các thành viên Viện Cơ mật và Lãnh chúa quyết định lật đổ quyền giám hộ của ông này. |
| Leopold Friedrich Dưới sự nhiếp chính của Georg II, Phong địa Bá tước xứ Hessen-Darmstadt (1628 – 1631) và Julius Friedrich, Công tước xứ Württemberg-Weiltingen (1631 – 1638) |                                            | 30 tháng 5 năm 1624 – 15 tháng 6 năm 1662        | 26 tháng 1 năm 1631 – 15 tháng 6 năm 1662      | Württemberg-Mömpelgard     | Sibylle xứ Württemberg Không rõ thời gian kết hôn Không có con | Không có con và công quốc chuyển qua cho người em trai là Georg II. |
| Roderich |                                            | 19 tháng 10 năm 1618 – 19 tháng 11 năm 1651      | 25 tháng 4 năm 1635 – 19 tháng 11 năm 1651     | Württemberg-Weiltingen     | Không kết hôn | Không có con và công quốc chuyển qua cho người em trai thứ 3 là Manfred. |
| Silvius I Nimrod |                                            | 2 tháng 5 năm 1622 – 24 tháng 4 năm 1664         | 15 tháng 12 năm 1648 – 24 tháng 4 năm 1664     | Württemberg-Oels           | Elisabeth Marie, Nữ Công tước xứ Oels 1 tháng 5 năm 1679 7 người con | Năm 1648 thừa hưởng xứ Oels thông qua hôn nhân với Công quốc Oels và đàm phán với Hoàng đế Ferdinand III. |
| Friedrich |                                            | 19 tháng 12 năm 1615 – 24 tháng 3 năm 1682       | 7 tháng 10 năm 1649 – 24 tháng 3 năm 1682      | Württemberg-Neuenstadt     | Clara Augusta xứ Braunschweig-Lüneburg 7 tháng 6 năm 1653 7 người con | Từng được Hoàng đế Ferdinand II yêu cầu trao trả Công quốc xứ Württemberg kèm theo điều kiện là ông phải ngồi vào ngôi vị Công tước Württemberg và phải cải đạo sang Công giáo trong chuyến thăm Viên năm 1637 nhằm yêu cầu trả lại Công quốc Württemberg cho người anh trai Eberhard III, tuy nhiên ông từ chối điều này. Sau khi hòa bình tái lập và công quốc trở về tay nhà Württemberg thì ông quay trở lại xứ Württemberg và được cai quản các vùng đất như Neuenstadt am Kocher , Möckmühl cùng với phân nửa quyền cai trị cho xứ Weinsberg cho các con cùng với vợ của mình, nhưng quyền lực chính trị của các vùng đất vẫn nằm trong tay Eberhard III. |
| Manfred |                                            | 5 tháng 6 năm 1626 – 15 tháng 5 năm 1662         | 19 tháng 11 năm 1651 – 15 tháng 5 năm 1662     | Württemberg-Weiltingen     | Juliane xứ Oldenburg 31 tháng 10 năm 1652 Không có con | |
| Georg II |                                            | 5 tháng 10 năm 1626 – 1 tháng 6 năm 1699         | 15 tháng 6 năm 1662 – 1676                     | Württemberg-Mömpelgard     | Anne xứ Coligny 9 tháng 3 năm 1648 8 người con | Dưới thời kỳ ông nắm quyền thì xứ Mömpelgard đã bị Pháp chiếm tới hai lần. Năm 1684, ông không chấp thuận điều kiện làm lễ tôn kính chúa tể đối với Louis XIV của Pháp khi ông này ra điều kiện cho ông khi trở về Công quốc với điều kiện kèm theo như trên. |
| Georg II | 5 tháng 2 năm 1679 – 1680                  | 5 tháng 10 năm 1626 – 1 tháng 6 năm 1699         |                                                | Württemberg-Mömpelgard     | Anne xứ Coligny 9 tháng 3 năm 1648 8 người con | Dưới thời kỳ ông nắm quyền thì xứ Mömpelgard đã bị Pháp chiếm tới hai lần. Năm 1684, ông không chấp thuận điều kiện làm lễ tôn kính chúa tể đối với Louis XIV của Pháp khi ông này ra điều kiện cho ông khi trở về Công quốc với điều kiện kèm theo như trên. |
| Georg II | 20 tháng 12 năm 1697 – 1 tháng 6 năm 1699  | 5 tháng 10 năm 1626 – 1 tháng 6 năm 1699         |                                                | Württemberg-Mömpelgard     | Anne xứ Coligny 9 tháng 3 năm 1648 8 người con | Dưới thời kỳ ông nắm quyền thì xứ Mömpelgard đã bị Pháp chiếm tới hai lần. Năm 1684, ông không chấp thuận điều kiện làm lễ tôn kính chúa tể đối với Louis XIV của Pháp khi ông này ra điều kiện cho ông khi trở về Công quốc với điều kiện kèm theo như trên. |
| Xứ Montbéliard bị Pháp chiếm đóng: 1676 – 1679 và 1680 – 1679 |                                            |                                                  |                                                |                            | | |
| Friedrich Ferdinand |                                            | 6 tháng 10 năm 1654 – 8 tháng 8 năm 1705         | 15 tháng 5 năm 1662 – 8 tháng 8 năm 1705       | Württemberg-Weiltingen     | Elisabeth xứ Württemberg-Montbéliard 9 tháng 9 năm 1669 3 người con | Không có con nối dõi thừa kế. Công quốc sát nhập vào vùng đất mà nhánh chính đang cai trị Công quốc Württemberg. |
| Xứ Weitlingen sát nhập vào Công quốc Württemberg năm 1705. |                                            |                                                  |                                                |                            | | |
| Silvius II Friedrich |                                            | 21 tháng 2 năm 1651 – 3 tháng 6 năm 1697         | 24 tháng 4 năm 1664 – 3 tháng 6 năm 1697       | Württemberg-Oels           | Eleonore Charlotte xứ Württemberg-Mömpelgard 7 tháng 5 năm 1672 Không có con | |
| Wilhelm Ludwig |                                            | 7 tháng 1 năm 1641 – 23 tháng 6 năm 1677         | 2 tháng 7 năm 1674 – 23 tháng 6 năm 1677       | Công quốc Württemberg      | Magdalena Sibylla xứ Hessen-Darmstadt 6 tháng 11 năm 1673 4 người con | |
| Friedrich Karl |                                            | 12 tháng 9 năm 1652 – 20 tháng 12 năm 1698       | 23 tháng 6 năm 1677 – 20 tháng 12 năm 1698     | Württemberg-Winnental      | Eleonore Juliane xứ Brandenburg-Ansbach 31 tháng 10 năm 1682 7 người con | Con của Eberhard III, người khai sinh ra nhánh Winental của nhà Württemberg. |
| Eberhard Ludwig Dưới sự nhiếp chính của Magdalena Sibylla xứ Hessen-Darmstadt (1673 – 1693) |                                            | 18 tháng 9 năm 1676 – 31 tháng 10 năm 1733       | 23 tháng 6 năm 1677 – 31 tháng 10 năm 1733     | Công quốc Württemberg      | Magdalena Sibylla xứ Hessen-Darmstadt 6 tháng 5 năm 1697 1 người con Wilhelmine xứ Grävenitz (Hôn nhân trái phép) 1707 Không có con | Không có con hợp pháp nối ngôi. Chức vụ công tước chuyển sang nhánh Winnental theo Công giáo. |
| Friedrich August |                                            | 17 tháng 3 năm 1654 – 6 tháng 8 năm 1716         | 24 tháng 3 năm 1682 – 6 tháng 8 năm 1716       | Württemberg-Neuenstadt     | Albertine Sophie Esther xứ Eberstein 9 tháng 2 năm 1679 14 người con | |
| Karl Alexander |                                            | 24 tháng 1 năm 1684 – 12 tháng 3 năm 1737        | 20 tháng 12 năm 1698 – 31 tháng 10 năm 1733    | Württemberg-Winnental      | Maria Augusta nhà Thurn và Taxis 1 tháng 5 năm 1727 6 người con | |
| Karl Alexander | 31 tháng 10 năm 1733 – 12 tháng 3 năm 1737 | 24 tháng 1 năm 1684 – 12 tháng 3 năm 1737        | Công quốc Württemberg                          |                            | Maria Augusta nhà Thurn và Taxis 1 tháng 5 năm 1727 6 người con | |
| Xứ Winnental sát nhập vào Công quốc Württemberg năm 1733. |                                            |                                                  |                                                |                            | | |
| Christian Ulrich I |                                            | 9 tháng 4 năm 1652 – 5 tháng 4 năm 1704          | 3 tháng 6 năm 1697 – 5 tháng 4 năm 1704        | Württemberg-Oels           | Anna Elisabeth xứ Anhalt-Bernburg 13 tháng 3 năm 1672 7 người con Sibylle Marie xứ Sachsen-Merseburg 27 tháng 10 năm 1683 7 người con Sophie Wilhelmine xứ Đông Frisia 4 tháng 2 năm 1695 1 người con Sophie xứ Mecklenburg-Güstrow 6 tháng 10 năm 1700 Không có con | |
| Leopold Eberhard |                                            | 21 tháng 5 năm 1670 – 25 tháng 5 năm 1723        | 1 tháng 6 năm 1699 – 25 tháng 5 năm 1723       | Württemberg-Mömpelgard     | Anna Sabine Hedwiger (Hôn nhân quý tiện) 1 tháng 6 năm 1695 4 người con Elisabeth Charlotte Curie (Hôn nhân quý tiện) 15 tháng 8 năm 1718 6 người con | Mất mà không có một người con thừa kế hợp pháp nào. Sau cái chết của ông thì Công quốc chuyển về tay nhánh chính của nhà Württemberg. |
| Xứ Mömpelgard sát nhập vào Công quốc Württemberg năm 1723. |                                            |                                                  |                                                |                            | | |
| Karl Friedrich II |                                            | 7 tháng 2 năm 1690 – 14 tháng 12 năm 1761        | 5 tháng 4 năm 1704 – 1744                      | Württemberg-Oels           | Sibylle Charlotte xứ Württemberg-Weiltingen 21 tháng 4 năm 1709 Không có con | Năm 1738 được bằu làm nhiếp chính cho Công tước Carl Eugen xứ Württemberg (ông sẽ còn giữ vị trí này cho đến năm 1744, khi Carl Eugen đủ 16 tuổi). Là người kế nhiệm của Công tước Carl Rudolf xứ Württemberg-Neuenstadt, người từ nhiệm vì lý do sức khỏe. Sau ông cùng từ nhiệm việc cai quản xứ Oels vào năm 1744 nhằm ủng hộ việc giao vùng đất này cho con trai của Christian Ulrich, Công tước xứ Württemberg-Wilhelminenort là Karl Christian Erdmann. |
| Christian Ulrich II |                                            | 27 tháng 1 năm 1691 – 11 tháng 2 năm 1734        | 5 tháng 4 năm 1704 – 11 tháng 2 năm 1734       | Württemberg-Wilhelminenort | Philippine Charlotte xứ Redern-Krappitz 13 tháng 7 năm 1711 6 người con | |
| Carl Rudolf |                                            | 27 tháng 1 năm 1691 – 11 tháng 2 năm 1734        | 6 tháng 8 năm 1716 – 11 tháng 2 năm 1734       | Württemberg-Neuenstadt     | Không kết hôn | Không có con nối dõi. Xứ Württemberg-Neuenstadt sau đó sát nhập vào nhánh chính của vương quốc. |
| Xứ Neuenstadt sát nhập vào Công quốc Württemberg năm 1744. |                                            |                                                  |                                                |                            | | |
| Karl Eugen Dưới sự nhiếp chính của Carl Rudolf, Công tước xứ Württemberg-Neuenstadt (1737 – 1738) và Karl Friedrich II, Công tước xứ Württemberg-Oels (1738 – 1746) |                                            | 11 tháng 2 năm 1728 – 24 tháng 10 năm 1793       | 12 tháng 3 năm 1737 – 24 tháng 10 năm 1793     | Công quốc Württemberg      | Elisabeth Friederike Sophie xứ Brandenburg-Bayreuth 26 tháng 9 năm 1748 1 người con Franziska xứ Hohenheim (Hôn nhân quý tiện tính cho đến năm 1790) 10/11 tháng 1 năm 1795 Không có con                                                                             | |
| Karl Christian Erdmann |                                            | 26 tháng 10 năm 1716 – 14 tháng 12 năm 1792      | 11 tháng 2 năm 1734 – 14 tháng 12 năm 1792     | Württemberg-Wilhelminenort | Marie Sophie Wilhelmine xứ Solms-Laubach 8 tháng 4 năm 1751 3 người con | |
| Karl Christian Erdmann | 1744 – 14 tháng 12 năm 1792                | 26 tháng 10 năm 1716 – 14 tháng 12 năm 1792      | Württemberg-Oels                               |                            | Marie Sophie Wilhelmine xứ Solms-Laubach 8 tháng 4 năm 1751 3 người con | |
| Xứ Oels sát nhập vào Công quốc Braunschweig-Lüneburg. |                                            |                                                  |                                                |                            | | |
| Ludwig Eugen |                                            | 6 tháng 1 năm 1731 – 20 tháng 5 năm 1795         | 24 tháng 10 năm 1793 – 20 tháng 5 năm 1795     | Công quốc Württemberg      | Sophie Albertine xứ Beichlingen (Hôn nhân quý tiện) 1762 3 người con | |
| Friedrich Eugen |                                            | 21 tháng 1 năm 1732 – 23 tháng 12 năm 1797       | 20 tháng 5 năm 1795 – 23 tháng 12 năm 1797     | Công quốc Württemberg      | Friederike Dorothea Sophia xứ Brandenburg-Schwedt 29 tháng 11 năm 1753 12 người con | |
| Friedrich II |                                            | 6 tháng 11 năm 1754 – 30 tháng 10 năm 1816       | 23 tháng 12 năm 1797 – 25 tháng 2 năm 1803     | Công quốc Württemberg      | Auguste Karoline xứ Braunschweig-Wolfenbüttel 11 tháng 10 năm 1780 4 người con Vương nữ Charlotte của Anh 18 tháng 5 năm 1797 1 người con | Năm 1800, Pháp chiếm công quốc Württemberg và Friedrich cùng với vợ trốn sang Viên. Đến năm 1801, ông nhượng vùng nội thuộc của xứ Montbéliard cho Cộng hòa Pháp và được nhận lại vùng Ellwangen hai năm sau đó. Sau này, khi các phần lãnh thổ cũ của Đế quốc sắp xếp lại thì Công quốc Württemberg được thăng lên thành hạng Tuyển hầu quốc. |

## Tuyển hầu Württemberg, 1803 – 1806
Năm 1803, Công quốc Württemberg được thăng lên thành Tuyển hầu quốc Württemberg. Ngày 28 tháng 5 năm 1805 thì Napoleon cho phép Württemberg trở thành một vương quốc và đến ngày 1 tháng 1 năm 1806 thì vị Tuyển hầu xứ Württemberg chính thức làm lễ đăng quang ngôi vua của vương quốc Württemberg. Trong khoảng thời gian ông làm Tuyển hầu xứ Württemberg thì ông cũng tăng cường được quyền kiểm soát lên các lãnh địa giáo hội cũng như các thành phố tự do.
| Tên         | Chân dung | Sinh – mất                                  | Thời gian cai trị                          | Hôn nhân |
| ----------- | --------- | ------------------------------------------- | ------------------------------------------ | --- |
| Friedrich I |           | 26 tháng 11 năm 1754 – 30 tháng 10 năm 1816 | 25 tháng 2 năm 1803 – 26 tháng 10 năm 1805 | Auguste Karoline xứ Braunschweig-Wolfenbüttel 11 tháng 10 năm 1780 4 người con Charlotte Augusta của Liên hiệp Anh và Hannover 18 tháng 5 năm 1797 1 người con |

## Vương quốc Württemberg, 1805 – 1918
| Tên         | Chân dung | Sinh – mất                                  | Thời gian cai trị                           | Hôn nhân |
| ----------- | --------- | ------------------------------------------- | ------------------------------------------- | --- |
| Friedrich I |           | 26 tháng 11 năm 1754 – 30 tháng 10 năm 1816 | 26 tháng 10 năm 1805 – 30 tháng 10 năm 1816 | Auguste Karoline xứ Braunschweig-Wolfenbüttel 11 tháng 10 năm 1780 4 người con Charlotte Augusta của Liên hiệp Anh và Hannover 18 tháng 5 năm 1797 1 người con                       |
| Wilhelm I   |           | 27 tháng 9 năm 1781 – 25 tháng 6 năm 1864   | 30 tháng 10 năm 1816 – 25 tháng 6 năm 1864  | Karoline Auguste của Bayern 8 tháng 6 năm 1808 Không có con Ykaterina Pavlovna của Nga 8 tháng 1 năm 1816 2 người con Pauline Therese xứ Württemberg 15 tháng 4 năm 1820 3 người con |
| Karl I      |           | 6 tháng 3 năm 1823 – 6 tháng 10 năm 1891    | 25 tháng 6 năm 1864 – 6 tháng 10 năm 1891   | Olga Nikolaevna của Nga 13 tháng 7 năm 1846 3 người con |
| Wilhelm II  |           | 25 tháng 2 năm 1848 – 2 tháng 10 năm 1921   | 6 tháng 10 năm 1891 – 30 tháng 11 năm 1918  | Marie xứ Waldeck và Pyrmont 15 tháng 2 năm 1877 3 người con Charlotte xứ Schaumburg-Lippe 8 tháng 4 năm 1886 Không có con                                                            |

Do thiếu người thừa kế nam theo luật Salic, nhánh chính thừa kế nhà Württemberg quay trở về với nhánh thừa kế theo con cháu của Friedrich II Eugen. Nhánh của Công tước xứ Urach không nằm trong này do cuộc hôn nhân quý tiện giữa Công tước Wilhelm Friedrich Philipp vào năm 1800, và do đó thì quyền thừa kế ngôi vị rơi vào tay của nhánh thứ trẻ hơn là Alhausen. 
Một trong số nhánh con cháu quý tiện khác đến từ Mary xứ Teck, vợ của vua George V của Anh sau này.